# Gérard Gengembre
Gérard Gengembre est un critique littéraire et universitaire français, né le 8 juin 1949 à Saint-Mandé.

## Biographie
Professeur agrégé, il commence sa carrière, en 1973, au lycée Dumézil de Vernon, dans l'Eure. En 1979, après avoir été chargé du cours d'agrégation depuis 1974, il enseigne à l'École normale supérieure de Saint-Cloud, puis à celle de Fontenay-Saint-Cloud. En 1983, il soutient à l'université Paris-Sorbonne, sous la direction de Madeleine Ambrière, une thèse de IIIe cycle intitulée Bonald : les concepts et l'histoire. En 1994, il obtient un poste de professeur de littérature française à l'université de Caen. En 2009, il est nommé professeur émérite de la même université. Il a également enseigné à New York University in France (en) de 1990 à 2015. Depuis 2009, il donne régulièrement des conférences pour le grand public sur la littérature du  XIXe siècle. Il a publié près de deux cents articles, communications ou participations à des ouvrages collectifs, et édité pour diverses collections de poche de nombreuses œuvres littéraires du XIXe siècle.
Il est l'auteur de nombreuses préfaces et nombreux livres en particulier sur les auteurs du XIXe siècle. Ses recherches portent sur l'histoire des idées et principalement sur les liens entre idéologie, politique et littérature. Il s'est notamment intéressé au mouvement contre-révolutionnaire, à l'influence de Madame de Staël et du Groupe de Coppet, et plus généralement au romantisme.

## Éditions présentées et annotées
- Louis de Bonald. Œuvres choisies. Tome I, Écrits sur la littérature, avec Jean-Yves Pranchère, Classiques Garnier, 2010; rééd. 2012.
- Louis de Bonald. Œuvres choisies. Tome II, Écrits sur le divorce avec Flavien Bertran de Balanda, Classiques Garnier, 2022.

## Décorations
- Chevalier de l'ordre des Palmes académiques
- Chevalier de l'ordre national du Mérite - Il est fait chevalier le 15 novembre 2018[22],[23].